# فاروشا (قبرص)

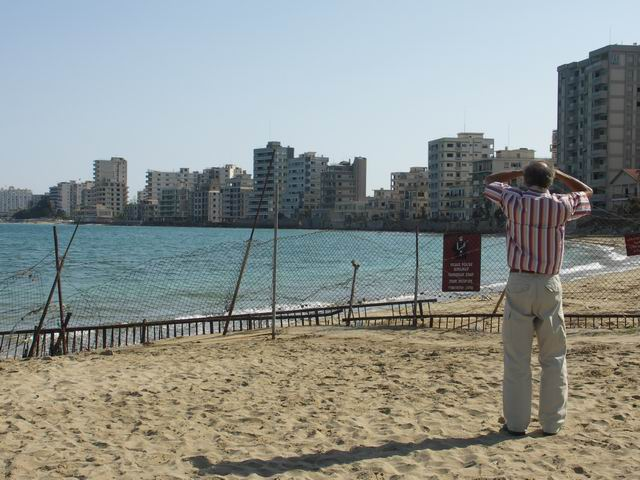
المنظر الخارجي لمدينة فاروشا من المنطقة المنزوعة السلاح

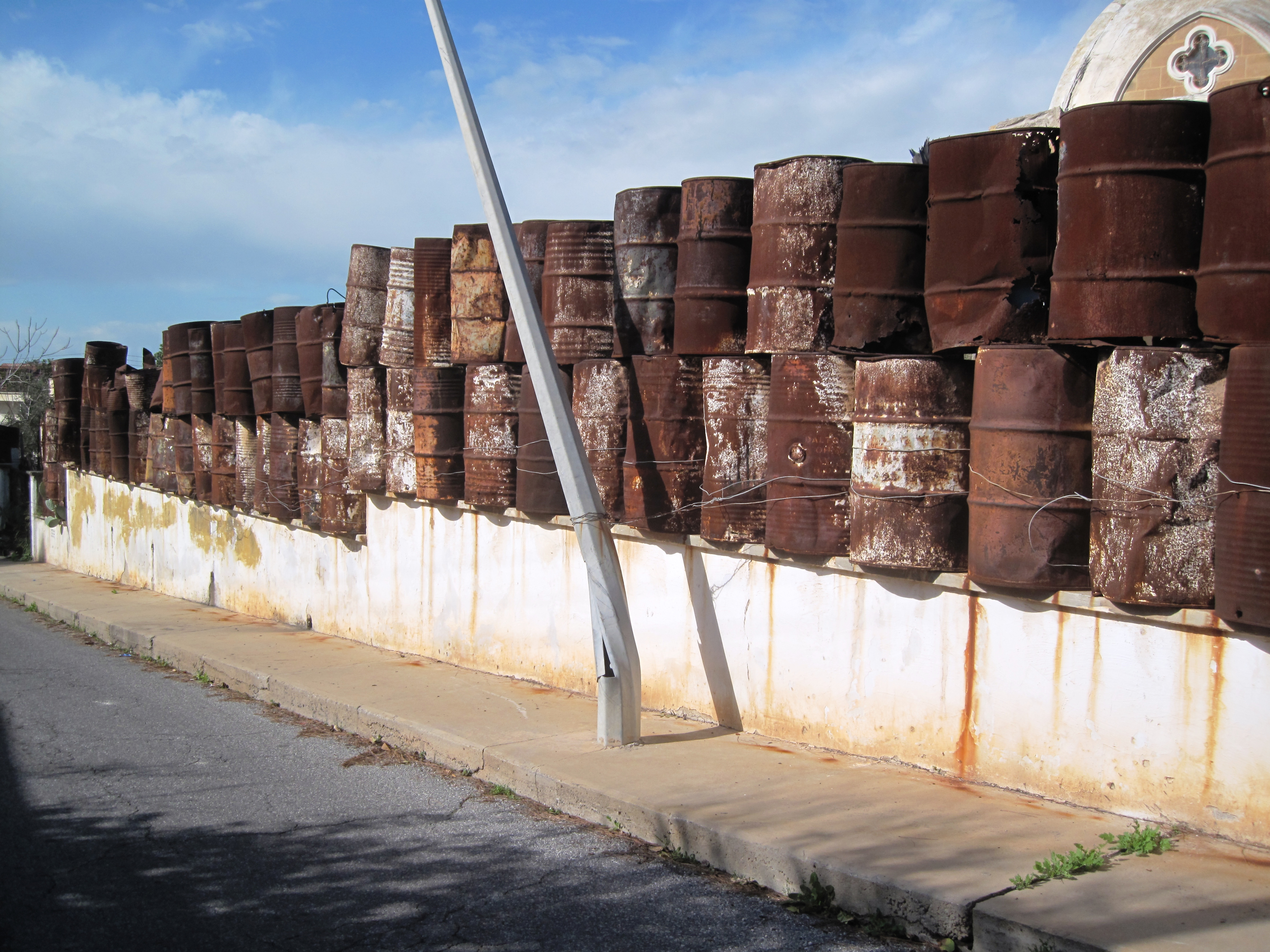
فاروشا

فاروشا (باليونانية: Βαρώσια)‏ (بالتركية: Maraş)‏ هو منتجع يقع في الجزء التركي لجزيرة قبرص الشمالية، بمدينة فاماغوستا. بني في عام 1972، لكنه ما لبث إلى أن أصبح مدينة أشباح بعد الغزو التركي لقبرص عام 1974، حيث تخلى عنه سكانه منذ ذلك الحين.
وقد وصف آلان فايسمان في كتابه عالم من دوننا كيف استعادت الطبيعة مكانها في غياب الإنسان. والتي تمثلت في تدهور المباني ونمو العديد من النباتات (كشجرة الحب البرية، خطمي، والجهنمية) والمساحة الشاسعة للحيوانات (الطيور والسلاحف ...).